# Slavko Vinčić
Slavko Vinčić (Maribor, 1979. november 25. –) szlovén nemzetközi labdarúgó-játékvezető. A 2024-es UEFA-bajnokok ligája döntőjének játékvezetője.

## Pályafutása

### 2020-as Európa-bajnokság
| Időpont          | Helyszín | Mérkőzés típusa | Mérkőzés                 | Eredmény |
| ---------------- | -------- | --------------- | ------------------------ | -------- |
| 2021. június 14. | Sevilla  | Csoportkör      | Spanyolország–Svédország | 0 : 0    |
| 2022. június 20. | Baku     | Csoportkör      | Svájc–Törökország        | 3 : 1    |
| 2022. július 2.  | München  | Negyeddöntő     | Belgium– Olaszország     | 1 : 2    |

### 2021–2022-es Európa-liga-döntő
| Időpont         | Helyszín | Mérkőzés típusa | Mérkőzés                       | Eredmény                |
| --------------- | -------- | --------------- | ------------------------------ | ----------------------- |
| 2022. május 18. | Sevilla  | Döntő           | Eintracht Frankfurt–Rangers FC | 6 : 5 (tizenegyesekkel) |

### 2022-es labdarúgó-világbajnokság
| Időpont            | Helyszín | Mérkőzés típusa | Mérkőzés               | Eredmény |
| ------------------ | -------- | --------------- | ---------------------- | -------- |
| 2022. november 20. | Doha     | C csoport       | Argentina–Szaúd-Arábia | 1:2      |
| 2022. november 29. | Doha     | B csoport       | Wales–Anglia           | 0 : 3    |

### 2022–23-as UEFA Nemzetek Ligája
| Időpont          | Helyszín | Mérkőzés típusa      | Mérkőzés                  | Eredmény |
| ---------------- | -------- | -------------------- | ------------------------- | -------- |
| 2023. június 15. | Enschede | Elődöntők, A csoport | Spanyolország–Olaszország | 2:1      |

### 2022–2023-as Európa-liga
| Időpont           | Helyszín   | Mérkőzés típusa | Mérkőzés                     | Eredmény |
| ----------------- | ---------- | --------------- | ---------------------------- | -------- |
| 2023. február 16. | Sevilla    | Döntő           | AS Roma–FC Red Bull Salzburg | 2 : 0    |
| 2023. május 18.   | Leverkusen | Elődöntők       | Bayer 04 Leverkusen–AS Roma  | 0:0      |

### 2022–2023-as UEFA-bajnokok ligája
| Időpont             | Helyszín   | Mérkőzés típusa       | Mérkőzés                                    | Eredmény |
| ------------------- | ---------- | --------------------- | ------------------------------------------- | -------- |
| 2022. szeptember 7. | London     | Csoportkör, D csoport | Tottenham Hotspur FC–Olympique de Marseille | 2:0      |
| 2022. október 4.    | Milánó     | Csoportkör, A csoport | FC Internazionale Milano–FC Barcelona       | 1:0      |
| 2022. október 12.   | Glasgow    | Csoportkör, A csoport | Rangers FC–Liverpool FC                     | 1:7      |
| 2022. november 1.   | Lisszabon  | Csoportkör, D csoport | Sporting CP–Eintracht Frankfurt             | 1:2      |
| 2023. március 14.   | Manchester | Nyolcaddöntők         | Manchester City FC–FC Red Bull Salzburg     | 7:0      |

## A labdarúgáson kívül
2020. május 30-án Vincićet letartóztatták Bosznia-Hercegovinában a kábítószerrel és prostitúcióval kapcsolatos rendőrségi nyomozás részeként. Kiderült azonban, hogy tévedésből tartóztatták le, és felmentették minden jogsértés alól.